# Alchemilla
Alchemilla L. è un genere di piante appartenente alla famiglia Rosaceae.

## Etimologia
Alchemilla: dall'arabo alkemelych (alchimia), perché gli alchimisti impiegavano tali piante per la ricerca della pietra filosofale, utilizzando l'acqua che si raccoglieva sulla superficie delle foglie.

## Descrizione

### Aspetto
Le specie di Alchemilla sono arbusti nani, semi-arbusti decidui o piante erbacee perenni. Gli steli sono aerei, talvolta parzialmente legnosi. La loro ramificazione avviene in modo monopodiale. Lo stelo è prostrato, forma radici avventizie ed è occupato dai resti del picciolo e delle stipole. Sulla punta dello stelo si trova una rosetta di foglie basali. Le parti vegetative aeree sono spesso pelose. I peli (tricomi) sono sempre semplici e per lo più dritti; i peli ghiandolari sono molto rari.

### Radici
Le radici principali sono sostituite da radici avventizie che si originano dallo stelo poco dopo la germinazione. La profondità delle radici dipende dall'umidità del terreno, ma varia anche in base alla sezione. Nella sezione Alpinae, che cresce nelle fessure delle rocce, l'asse dello stelo produce radici a intervalli maggiori, mentre le sezioni Erectae e Ultravulgares presentano un apparato radicale ben sviluppato. Nella sezione Pentaphylleae, le radici sono disposte in modo denso e compatto.

### Fusto
Nei cespugli tropicali a crescita eretta, le strutture degli assi (ad eccezione dell'infiorescenza) sono in genere molto simili tra loro. L'ispessimento del cilindro midollare nell'asse principale, riscontrato sia in arbusti europei che in molti tropicali, e la differenziazione tra fusti lunghi e corti sono visti come tratti evolutivi. La crescita eretta (ortotropa) è considerata la forma di crescita originaria; le piantine delle specie striscianti, nel loro primo anno, tendono a crescere in modo eretto. Anche le piante mature sviluppano sporadicamente brevi rami eretti. A causa della loro limitata radicazione, questi rami sono malnutriti e tendono a morire durante i periodi di gelo intenso.

### Foglie
Le foglie sono composte da un picciolo e una lamina. La lamina può essere lobata o divisa e presenta un margine dentellato. All'interno della gemma, le foglie sono piegate più volte, con ogni lobo ripiegato separatamente, assumendo una forma a ventaglio. Questo piegamento a ventaglio è spesso ancora evidente anche nelle foglie mature e completamente srotolate. Le stipole possono fondersi con il picciolo e, sul lato opposto dell'asse dello stelo, nelle specie dell'Europa centrale, questo avviene sempre. Quando le stipole si fondono, formano una sorta di tubo. La fusione delle stipole non è mai totale, e la piccola apertura tra i lobi viene definita come "incisione del tubo". Una terza variante di fusione prevede che le due stipole si uniscano sopra il picciolo; in questo caso si dice che "le orecchie sono fuse o libere".
I seguenti tratti delle foglie sono considerati primitivi all'interno del genere: un picciolo breve e scanalato con fasci collaterali, un numero ridotto di lobi e denti sulla lamina, una minore profondità di divisione e denti di dimensioni ridotte.
Nell'Alchemilla, le stipole hanno la funzione di proteggere il meristema apicale e i giovani germogli. Esistono due tipi di gemme rilevanti dal punto di vista tassonomico: nel primo, la giovane lamina fogliare è avvolta dal proprio tubo stipolare; nel secondo, la foglia in crescita è avvolta solo dal tubo della foglia precedente, mentre la sua lamina resta fuori dal suo tubo. Oltre alle fusioni menzionate, c'è un altro meccanismo di protezione: in alcune sezioni, le stipole tendono a seccarsi rapidamente, formando una copertura isolante multistrato e persistente (tunica) attorno ai giovani germogli.
Le foglie presentano degli idatodi, che sono aperture specializzate, localizzate alle estremità dei lobi. Durante la notte, attraverso questi idatodi, le foglie rilasciano acqua sotto forma di gocce, in un processo chiamato guttazione.
La maggior parte delle specie di Alchemilla formano ciuffi o monticelli perenni con foglie basali che nascono da rizomi legnosi. Alcune specie hanno foglie con lobi che si irradiano da un punto comune, mentre altre hanno foglie divise; entrambi i tipi sono tipicamente a forma di ventaglio con piccoli denti alle estremità. Le foglie, dal colore grigio-verde al verde e con lunghi piccioli, sono spesso ricoperte di peli morbidi e dimostrano un'alta resistenza all'acqua (vedi Effetto loto). I fiori, dal verde al giallo brillante, sono piccoli, non hanno petali e compaiono in grappoli sopra il fogliame alla fine della primavera e in estate.

### Infiorescenza
Le assi dell'infiorescenza si sviluppano lateralmente rispetto allo stelo principale. Si ritiene che la forma originale dell'infiorescenza fosse caratterizzata da un numero limitato di fiori. Da questa forma originale sono derivate infiorescenze più ricche di fiori e altre più sparse, con solo uno o due fiori. L'intera infiorescenza è strutturata come una tirsa chiusa, ma la sua morfologia può variare in base alla disposizione dei fiori, rendendola simile a una spiga, a un grappolo, a un doppio grappolo, ecc. L'infiorescenza è costituita da un numero variabile di segmenti, che può variare da due a dieci, a seconda della sezione. Nei cespugli tropicali, le infiorescenze poste nella parte inferiore dello stelo sono più sviluppate (basitone), come si osserva anche nelle sezioni Alpinae e Pentaphylleae. Le infiorescenze della sezione Erectae sono ampie, relativamente brevi e disposte a spirale, mentre quelle della sezione Ultravulgares tendono ad essere più simili a un grappolo e più affusolate.

### Fiori
I fiori sono piccoli e di colore verde o giallastro. Quelli di dimensioni relativamente grandi sono considerati la forma originale. All'interno di una pianta, i fiori più grandi sono posizionati nelle inflorescenze meno fiorite, mentre i fiori più piccoli si trovano nelle inflorescenze più dense. Il diametro massimo dei fiori solitamente varia tra i cinque e i sei millimetri, ma nella sezione Erectae raggiunge i sette millimetri. I fiori hanno solitamente quattro petali, tuttavia nelle sezioni Ultravulgares e Pentaphylleae si possono trovare fiori terminali con cinque petali. Alle estremità delle inflorescenze, possono apparire fiori con soltanto tre o due petali.
Il calice risulta dalla fusione dei sepali. Ha una forma cilindrica, campanulata o simile a una brocca. I sepali che rimangono liberi sono spesso indicati come "petali" nella letteratura. Una leggera fusione dei sepali è sempre associata alla presenza di lunghi sepali liberi, una caratteristica considerata originale. Un calice esterno, sebbene raramente assente, nell'Alchemilla non è visto come un'aggiunta, ma come una estensione dei sepali. I veri petali sono assenti. All'interno del fiore, c'è un disco che secerne nettare attraverso varie fenditure, rilasciato in dosi allungate.
All'interno del disco sono posizionati quattro stami, disposti in modo alternato rispetto ai sepali. Questi vengono interpretati come petali trasformati, una teoria supportata da varie forme ancestrali. Si ritiene che i cerchi originali degli stami siano scomparsi. Il polline presenta tre aperture (tri-colporate) ed ha una forma triangolare quando osservato dal polo.
Solo alcune specie di questo genere presentano diversi pistilli liberi (fino a dieci). Diverse sezioni originarie dell'Africa presentano due pistilli. Le specie eurasiatiche hanno tipicamente un solo pistillo, ma occasionalmente alcuni fiori possono presentarne due. Lo stilo è eretto, mentre lo stigma può essere leggermente ricurvo o avere una forma simile a quella di un cucchiaio.

### Frutti
I frutti sono nucule monosperme (anche se per i fiori con un solo pistillo il termine più appropriato sarebbe achene, questo termine nell'Alchemilla non viene comunemente utilizzato). In diverse specie, il frutto presenta un becco. La nucula è in parte o completamente avvolta da un calice sottile e secco al momento della maturazione.

### Cromosomi
I cromosomi dell'Alchemilla sono molto piccoli e numerosi, il che rende alcune determinazioni numeriche incerte. La più bassa conta cromosomica confermata in Europa centrale è 2n = 96. Il conteggio più alto in Europa centrale appartiene all'Alchemilla fissa con 2n = 152. L'Alchemilla faeroensis presenta un numero di 2n = 182–224. Per la specie africana Alchemilla johnstonii (sezione Geraniifoliae), è stato riportato un numero di 2n = 32. Il numero base di cromosomi comunemente indicato è x = 8. Tutte le specie europee attualmente conosciute sono fortemente poliploidi.

### Sostanze contenute
Le piante sono abbondanti in tannini. Inoltre, sono stati rilevati altri composti amari e oli essenziali. I semi contengono alti livelli di oli grassi. Ghiandole di ossalato di calcio sono presenti in tutte le parti della pianta.

## Distribuzione e habitat
La maggior parte delle piante del genere Alchemilla sono native delle regioni temperate fredde e subartiche di Europa e Asia, con alcune specie native delle montagne di Africa e Americhe.

## Tassonomia
Il genere comprende oltre 700 specie tra cui:
- Alchemilla abyssinica Fresen.
- Alchemilla alpina L.
- Alchemilla argyrophylla Oliv.
- Alchemilla barbatiflora Juzepczuk
- Alchemilla bursensis Pawł.
- Alchemilla conjuncta Bab.
- Alchemilla diademata Rothm.
- Alchemilla ellenbeckii Engl.
- Alchemilla erythropoda
- Alchemilla filicaulis Buser
- Alchemilla flabellata Buser
- Alchemilla glabra Neygenf.
- Alchemilla glaucescens Wallr.
- Alchemilla glomerulans Buser
- Alchemilla gracilis Engl.
- Alchemilla hungarica Soó
- Alchemilla japonica Nakai & H. Hara
- Alchemilla jaroschenkoi Grossh.
- Alchemilla johnstonii Oliv.
- Alchemilla lapeyrousii Buser
- Alchemilla mollis Rothm.
- Alchemilla monticola Opiz
- Alchemilla orbiculata Ruiz & Pav.
- Alchemilla sericata Rchb.
- Alchemilla splendens Christ ''ex'' Favrat
- Alchemilla stricta Rothm.
- Alchemilla subcrenata Buser
- Alchemilla stuhlmanii
- Alchemilla subcrenata
- Alchemilla subnivalis Baker f.
- Alchemilla triphylla Rothm.
- Alchemilla venosa Buser
- Alchemilla vestita
- Alchemilla vulgaris L.
- Alchemilla wichurae Stefanss.
- Alchemilla xanthochlora Rothm.

## Proprietà
Alcune specie del genere Alchemilla sono note per le loro proprietà astringenti ed emostatiche. Vengono utilizzate in erboristeria contro vari disturbi, inclusi le infiammazioni delle mucose e i dolori mestruali.
Le specie utilizzate come tisana o medicinale, per esempio nei disturbi ginecologici, sono l'erba stella (Alchemilla xanthochlora) o, nell'Europa centrale, l'erba ventaglina (Alchemilla vulgaris).